# Звягин (хутор)
Звя́гин — хутор в Рыльском районе Курской области. Входит в Пригородненский сельсовет.

## География
Хутор находится в 109 км западнее Курска, в 2,5 км западнее районного центра — города Рыльск, в 4 км от центра сельсовета — Пригородняя Слободка.
Улицы
В хуторе улицы Запрудная и Новая.
Климат
Звягин, как и весь район, расположен в поясе умеренно континентального климата с тёплым летом и относительно тёплой зимой (Dfb в классификации Кёппена).

## Население
| 2002 | 2010 |
| ---- | ---- |
| 279  | ↘254 |

## Инфраструктура
Личное подсобное хозяйство. Недалеко полигон ТБО. В хуторе 133 дома.

## Транспорт
Звягин находится в 2,5 км от автодороги регионального значения 38К-017 (Курск — Льгов — Рыльск — граница с Украиной), в 1 км от автодороги 38К-040 (Хомутовка — Рыльск — Глушково — Тёткино — граница с Украиной), в 0,5 км от автодороги межмуниципального значения 38Н-558 (Рыльск — Дурово — Ломакино — граница с Глушковским районом), в 5 км от ближайшей ж/д станции Рыльск (линия 358 км — Рыльск).
В 169 км от аэропорта имени В. Г. Шухова (недалеко от Белгорода).